# Cabanadrassus
Cabanadrassus bifasciatus es una especie de araña araneomorfa de la familia Gnaphosidae. Es la única especie del género monotípico Cabanadrassus.  

## Distribución
Es originaria de Argentina, donde se encuentra en la provincia de Córdoba.